# Mikuradžima
Mikuradžima (japonsky: 御蔵島), je menší ostrov vulkanického původu, nacházející se v souostroví Izu v Pacifiku, asi 20 km jižně od ostrova Mijakedžima. Ostrov nemá větší přístav a trvale na něm žije přibližně 300 lidí. Pobřeží lemují útesy s výškou někdy až 500 m.
Poslední erupce převážně čedičově-andezitového stratovulkánu se odehrála před cca 5 400 lety.